# (294) Felicia
(294) Felicia ist ein Asteroid des äußeren Hauptgürtels, der am 15. Juli 1890 vom französischen Astronomen Auguste Charlois am Observatoire de Nice entdeckt wurde.
Ein Bezug dieses Namens zu einer Person oder einem Ereignis ist nicht bekannt. Siehe auch den Kommentar bei (295) Theresia.

## Wissenschaftliche Auswertung
Aus Ergebnissen der IRAS Minor Planet Survey (IMPS) wurden 1992 Angaben zu Durchmesser und Albedo für zahlreiche Asteroiden abgeleitet, darunter auch (294) Felicia, für die damals Werte von 53,0 km bzw. 0,09 erhalten wurden. Eine Auswertung von Beobachtungen durch das Projekt NEOWISE im nahen Infrarot führte 2011 zu vorläufigen Werten für den Durchmesser und die Albedo im sichtbaren Bereich von 60,8 km bzw. 0,07. Nachdem die Werte nach neuen Messungen mit NEOWISE 2012 auf 60,4 km bzw. 0,04 geändert worden waren, wurden sie 2014 auf 51,9 km bzw. 0,09 korrigiert. Nach der Reaktivierung von NEOWISE im Jahr 2013 und Registrierung neuer Daten wurden die Werte 2015 mit 56,9 km bzw. 0,04 angegeben, diese Angaben beinhalten aber hohe Unsicherheiten.
Eine spektroskopische Untersuchung von 820 Asteroiden zwischen November 1996 und September 2001 am La-Silla-Observatorium in Chile ergab für (294) Felicia eine taxonomische Klassifizierung als C-Typ.
Photometrische Messungen des Asteroiden fanden erstmals statt vom 13. Juli bis 11. August 2007 am Kingsgrove Observatory in Australien. Die aufgezeichnete Lichtkurve wurde zu einer Rotationsperiode von 10,4227 h ausgewertet. Im gleichen Zeitraum erfolgten auch Beobachtungen vom 19. Juli bis 14. September 2007 am Organ Mesa Observatory in New Mexico. Hier wurde eine Rotationsperiode von 10,425 h bestimmt. Aus der Form der Lichtkurve wurde auf eine sehr unregelmäßige Form des Asteroiden geschlossen. Kurz darauf wurden noch photometrische Messungen vom 13. bis 17. September 2007 am Oakley Observatory des Rose-Hulman Institute of Technology in Indiana durchgeführt, es erfolgte aber keine weitere Auswertung.
Aus archivierten Daten des Asteroid Terrestrial-impact Last Alert System (ATLAS) aus dem Zeitraum 2015 bis 2018 konnte in einer Untersuchung von 2022 mit der Methode der konvexen Inversion eine Rotationsperiode von 10,4252 h bestimmt werden.
Neue Beobachtungen am Organ Mesa Observatory fanden während fünf Nächten vom 20. April bis 10. Mai 2023 statt. Hier konnte wieder eine Rotationsperiode von 10,426 h bestimmt werden. Am 25. Mai 2023 gab es durch die Italian Amateur Astronomers Union (UAI) an einem Observatorium in Italien noch eine photometrische Beobachtung von (294) Felicia im visuellen und roten Farbbereich. Dabei wurde aber keine Rotationsperiode abgeleitet.